# Tú (revista)
Tú es una revista publicada para la mayor parte de Hispanoamérica y población latina en Estados Unidos. La revista es o ha sido publicada por Editorial Televisa, subsidiaria de Grupo Televisa, se publicó por primera vez en el año 1979.

## Historia
Tú formaba parte del grupo Editorial América desde 1979, Sin embargo, en 1993 se fusionó con Editorial Televisa, pasando a formar parte de la misma.
El equipo de la revista está formado por Karina M. Soto (Directora Editorial) Mayte F. Tepichín (Coordinadora Editorial) Nancy Vázquez Campos (Directora de Arte), quienes tienen más de 15 años de experiencia laborando para audiencias juveniles, tanto en formatos print como digitales.[cita requerida]

## Características
La revista está dedicada al público femenino-adolescente entre los 10 y los 20 años de edad. La revista es muy popular y se distribuye en México, El Salvador, Puerto Rico y República Dominicana. Además, ha sido publicada en Argentina, Chile, Colombia, Ecuador, Perú (hasta 2019) y Venezuela (hasta 2018).
Los temas principales tratados en la Revista Tú son referidos a artistas populares en ese momento de la música, cine y televisión, además de consejos sobre amor, moda, ayuda, y belleza.
Actualmente, y según las encuestas la Revista Tú tiene 435.000 lectores y hace parte de la Editorial Televisa, que tiene 3.105.800 lectores.[cita requerida]
En el diseño gráfico de la Revista Tú se utilizan fondos de colores intensos, fotografías de gran tamaño, tipografías variadas, dibujos e ilustraciones coloridas, y otros detalles que la hacen atractiva para el público adolescente.
También se distribuía en Venezuela a través del Bloque Dearmas, mas dejó de circular debido a la crisis socioeconómica que se vive en dicho país en diciembre del 2018. Producto del cierre de Editorial Televisa en Colombia, Perú, Ecuador, Argentina y Chile, entre enero y febrero de 2019, la revista Tú dejó de circular en esos países. También cerró en Paraguay en marzo del 2019 y en Nicaragua en junio del 2019.